# Nagad
Nagad (бенг. নগদ) — бангладешская цифровая финансовая служба (DFS) и платёжный сервис, действующая под управлением почтового отделения Бангладеш закрепленным за департаментом Министерства почты и телекоммуникаций республики.
Это новая версия ранее представленной почтовой банковской карты и системы электронных денежных переводов (EMTS) Почтового отделения Бангладеш. Как второй единорог страны, Nagad была награждена как самая быстрая компания в Бангладеш, достигшая рубежа превращения в стартап-единорог. Это также первый цифровой банк в стране.

## История
В 2017 году "Third Wave Technology Ltd" заключила соглашение с почтовым отделением Бангладеш (BPO) о предоставлении мобильных финансовых услуг (MFS) в рамках BPO. Хотя BPO не владела компанией Third Wave Technologies Ltd, между ними существовало разделение прибыли.
В марте 2019 года компания Nagad Ltd начала свою деятельность как мобильная финансовая служба (MFS) почтового отделения Бангладеш (BPO) под брендом "Nagad".
В июне 2021 года BPO объявила, что ей будет принадлежать 51% акций, в то время как оставшиеся 49% акций будут принадлежать Nagad Ltd.
Далее правительство приступило к созданию новой дочерней компании, которая помогла ему получить полноценную лицензию центрального банка.
Сервис регулируется разделом 3 (2) Поправки к Закону о почте Бангладеш 2010 года, уникальным законом, разработанным правительством Бангладеш специально для Почтового отделения Бангладеш
Nagad начал свой путь с таких услуг, как обналичивание, отправка денег и пополнение счета с мобильного телефона. Теперь доступны более популярные сервисы, такие как оплата счетов и платежный шлюз для электронной коммерции. Компания также внедрила революционную функцию регистрации клиентов - DKYC (Digital KYC), сочетающую в себе распознавание на бенгальском языке, автоматическую проверку личности и локализацию данные.

## Награды
- Лучший инновационный DFS-2021 (2022)[10][11]